# Deutsche Handballmeisterschaft 1962
Die Deutsche Handballmeisterschaft 1962 war die 13. vom DHB ausgerichtete Endrunde um die Deutsche Meisterschaft im Hallenhandball der Männer. Sie wurde am 24. und 25. Februar vor 6.000 Zuschauern in der Ostseehalle in Kiel ausgespielt, in einem Endrundenturnier mit Gruppenphase in der Vorrunde.
Wie schon in der Endrunde 1957 konnte der THW Kiel den Heimvorteil nutzen, beherrschte den großen Favoriten TC Frisch Auf Göppingen beim 6:3 im Endspiel klar und gewann seine zweite Deutsche Meisterschaft.
Der Rekordmeister aus Göppingen verpasste mit dem verlorenen Finale die Chance, im fünften Jahr hintereinander Titelträger zu werden. So blieb der SV Polizei Hamburg – Meister der ersten vier Endrundenturniere 1950–1953 – noch mehrere Jahrzehnte der Rekord erhalten, die meisten Titel in Serie gewonnen zu haben, gleichauf mit Göppingen (vierfacher Meister 1958–1961). In den 1970er Jahren gelang es noch zwei weiteren Vereinen, viermal hintereinander den Titel zu holen, dem VfL Gummersbach (1973–1976) und dem TV Großwallstadt (1978–1981). Aber erst der neue Meister dieser Saison 1962, der THW Kiel, konnte in der Saison 2008/2009 mit dem fünften Titel in ununterbrochener Folge die alte Rekordserie des ersten Deutschen Meisters übertreffen.

## Modus
Teilnahmeberechtigt an der Endrunde waren die Meister der fünf Regionalverbände sowie der Vizemeister des gastgebenden Verbandes, in diesem Jahr des Norddeutschen Handball-Verbands. In zwei Vorrundengruppen qualifizierten sich die jeweils ersten beiden Mannschaften für das Halbfinale, die jeweils Gruppenletzten spielten um Platz fünf.
In der Vorrundengruppe A spielten der Hamburger SV (Regionalverbandsmeister Nord), der Berliner SV 1892 (Regional-/Landesverbandsmeister Berlin) und die TSG Haßloch (Regionalverbandsmeister Südwest).
In der anderen Gruppe trafen der THW Kiel (Vizemeister Regionalverband Nord), der Titelverteidiger TC Frisch Auf Göppingen (Regionalverbandsmeister Süd), und der TSV Grün-Weiß Dankersen (Regionalverbandsmeister West) aufeinander.
Die Spieldauer betrug 2 × 20 Minuten; bei Gleichstand nach regulärer Spielzeit war eine Verlängerung vorgesehen.

## Turnierverlauf
In der Vorrundengruppe A setzte sich der erstmals bei einer Deutschen Meisterschaft angetretene Hamburger SV klar gegen den Berliner SV durch und zog ungeschlagen ins Halbfinale ein. Dort mussten die Hamburger sich Frisch Auf Göppingen erst in der Verlängerung knapp geschlagen geben. Großen Anteil am Erfolg der Mannschaft hatte ein überragender Spieler, der nach großen Erfolgen mit dem SV Polizei Hamburg bei der Hamburger Konkurrenz seinen zweiten Frühling erlebte, der inzwischen 34-jährige Otto Maychrzak. Im Spiel um den dritten Platz unterlag der HSV dann der TSG Haßloch, die in der Vorrunde noch bezwungen worden war. Die TSG Haßloch, der Verein mit den meisten Endrundenteilnahmen überhaupt zwischen 1948 und 1966, wiederholte mit dem dritten Platz den inoffiziellen Erfolg von 1948 – bei ihrer letzten Qualifikation für dieses Turnier.
In Gruppe B deutete sich schon in der Vorrunde an, dass die Dominanz der Göppinger, die erstmals ohne Bernhard Kempa auf der Trainerbank antraten, gebrochen war: der THW Kiel gewann sein vermeintlich schwerstes Vorrundenspiel gegen den Titelverteidiger souverän und deutlich mit 8:2. Auch beim THW hatte ein Spieler wesentliche Anteile am Erfolg, der vom Alter her die besten Zeiten als Sportler schon hinter sich gehabt haben könnte: der inzwischen 39-jährige Kieler Hein Dahlinger drückte dem Turnier seinen Stempel auf. Im Endspiel, erneut gegen Göppingen, konnte Dahlinger trotz Sonderbewachung das Spiel bestimmen und den THW zum Erfolg führen. Der THW führte bis in die zweite Hälfte bereits mit 4:0; erst in der 26. Minute kam Göppingen zum ersten Treffer.

### Vorrunde
Vorrundenspiele Gruppe A, 24. Februar
Hamburger SV – Berliner SV 1892: 6:4
TSG Haßloch – Berliner SV 1892: 12:7
Hamburger SV – TSG Haßloch: 10:8
|    | Abschlusstabelle Gruppe A | Sp. | S | U | N | Tore  | Diff. | Punkte |
| -- | ------------------------- | --- | - | - | - | ----- | ----- | ------ |
| 1. | Hamburger SV              | 2   | 2 | 0 | 0 | 16:12 | +4    | 4:0    |
| 2. | TSG Haßloch               | 2   | 1 | 0 | 1 | 20:17 | +3    | 2:2    |
| 3. | Berliner SV 1892          | 2   | 0 | 0 | 2 | 11:18 | −7    | 0:4    |

Vorrundenspiele Gruppe B, 24. Februar
THW Kiel – TC Frisch Auf Göppingen: 8:2
TC Frisch Auf Göppingen – TSV Grün-Weiß Dankersen: 8:5
THW Kiel – Grün-Weiß Dankersen: 8:4
|    | Abschlusstabelle Gruppe B | Sp. | S | U | N | Tore  | Diff. | Punkte |
| -- | ------------------------- | --- | - | - | - | ----- | ----- | ------ |
| 1. | THW Kiel                  | 2   | 2 | 0 | 0 | 16:6  | +10   | 4:0    |
| 2. | TC Frisch Auf Göppingen   | 2   | 1 | 0 | 1 | 10:13 | −3    | 2:2    |
| 3. | TSV Grün-Weiß Dankersen   | 2   | 0 | 0 | 2 | 9:16  | −7    | 0:4    |

### Finalrunde
Halbfinale, 25. Februar
THW Kiel – TSG Haßloch: 5:3
TC Frisch Auf Göppingen – Hamburger SV: 9:8 (nach Verlängerung)
Spiel um Platz fünf, 25. Februar
Berliner SV 1892 – TSV Grün-Weiß Dankersen: 13:9 (nach Verlängerung)
Spiel um Platz drei, 25. Februar
TSG Haßloch – Hamburger SV: 9:7
Finale, 25. Februar
THW Kiel – TC Frisch Auf Göppingen: 6:3 (Halbzeit: 2:0)

### Die Meistermannschaft
| THW Kiel | THW Kiel |
| -------- | --- |
|          | Gert Knop, Wolfgang Struck; Kurt Bartels, Heinrich Dahlinger (Spielertrainer), Dibbert, Heinrich Kelbe, Horst Rittke, Karl-Heinz Röhe, Karl-Friedrich Stoldt, Bernd Struck, Georg Wegner, Herbert Willroth |